# Dendrochilum imitator
Dendrochilum imitator är en orkidéart som beskrevs av Jeffrey James Wood. Dendrochilum imitator ingår i släktet Dendrochilum och familjen orkidéer. Inga underarter finns listade i Catalogue of Life.